# Medicorophium annulatum
Medicorophium annulatum is een vlokreeftensoort uit de familie van de Corophiidae. De wetenschappelijke naam van de soort is voor het eerst geldig gepubliceerd in 1908 door Chevreux.